# Île Agueli
L'île Agueli ou île Aguelli (en arabe : حجرة بونطاح, DIN Hadjrat Bountah) est une petite île inhabitée de la mer Méditerranée en Algérie. 

## Description
L'île Aguelli se situe à 1000 m au large des côtes continentales de la commune de Réghaïa et à environ 25 km à l'est d'Alger.
Son point culminant est à 25 mètres d'altitude.
L'îlot rocheux de près de 600 m de long et maximum 40 m de large n'a pas de végétation.